# Thysanoprymna peculiaris
Thysanoprymna peculiaris är en fjärilsart som beskrevs av Rothschild 1909. Thysanoprymna peculiaris ingår i släktet Thysanoprymna och familjen björnspinnare. Inga underarter finns listade i Catalogue of Life.